# Alexander Morrien
Alexander Morrien († 13. Oktober 1552 in Münster) war Dompropst im Domkapitel Münster.

## Leben

### Herkunft und Familie
Alexander Morrien wurde als Sohn des Sander Morrien (Domherr und Erbmarschall, * um 1435, † 1498) und Frederune Wulff von Lüdinghausen geboren und entstammte dem westfälischen Adelsgeschlecht Morrien, das im Mittelalter und in der frühen Neuzeit eine der führenden Familien im Ritterstand war und von 1350 bis 1691 das Amt des Erbmarschalls im Hochstift Münster innehatte. Er hatte drei Brüder: Dietrich (Drost zu Cloppenburg), Gerhard (Erbmarschall des Stifts Münster) und Johann (Domherr). Aus einem Konkubinat stammten die Söhne Dietrich und Johann sowie die Töchter Sophia und Katharina.

### Wirken
Alexander Morrien (auch Sander Mordian genannt) war zunächst als Domherr tätig und anschließend Vizedominikus in Münster. Nach seinem Verzicht auf dieses Amt wurde er am 25. Januar 1524 zum Dompropst gewählt und am folgenden Tag vom Bischof Friedrich III. von Wied in seinem Amt bestätigt. Drei Tage später leistete er seinen Amtseid. Einem Überfall durch die Wiedertäufer konnte er am Morgen des 26. Dezembers 1532 nur durch die Flucht aus Telgte entgehen.
Nach dem Tod des Hermann von Düngeln verlieh ihm der Bischof Franz von Waldeck am 30. April 1540 das Officium Mesum.
Morrien wird in den kirchlichen Urkunden außerordentlich häufig genannt und rief einige bedeutende Stiftungen zugunsten der Franziskaner und des Gymnasiums Paulinum in Münster sowie von Armenhäusern ins Leben.